# 추라이

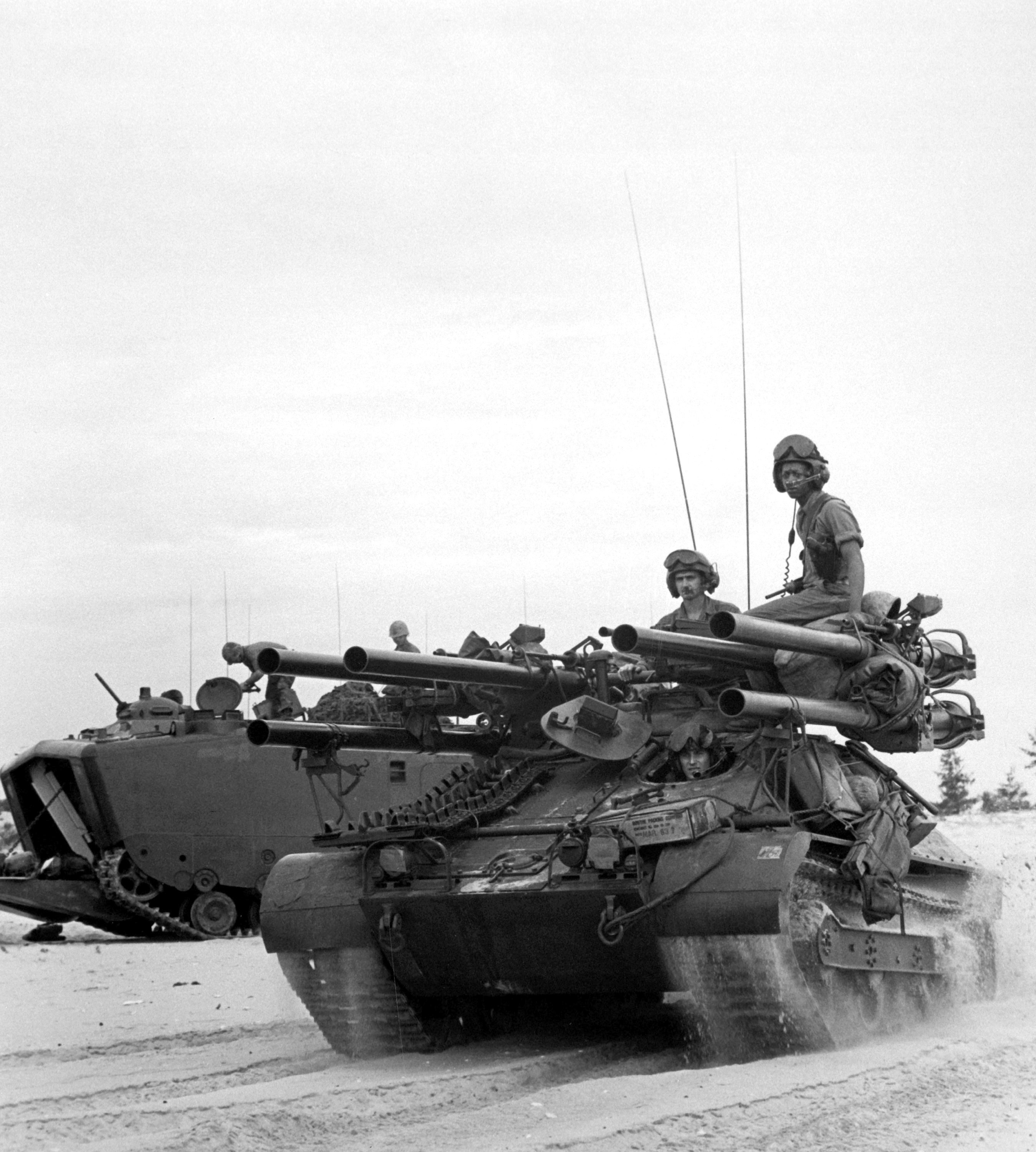
추라이 해변에서의 미해군 (1965년 6월 촬영)

추라이(베트남어: Chu Lai)는 베트남 꽝남성 누이타인현에 위치한 항구도시이다. 베트남 전쟁 당시 미군 군사기지가 많이 모여있었다. 2001년 기아자동차가 베트남의 한 회사와의 합작 투자로 이 곳에 자동차 공장을 세웠다.